# Jonathan Granström

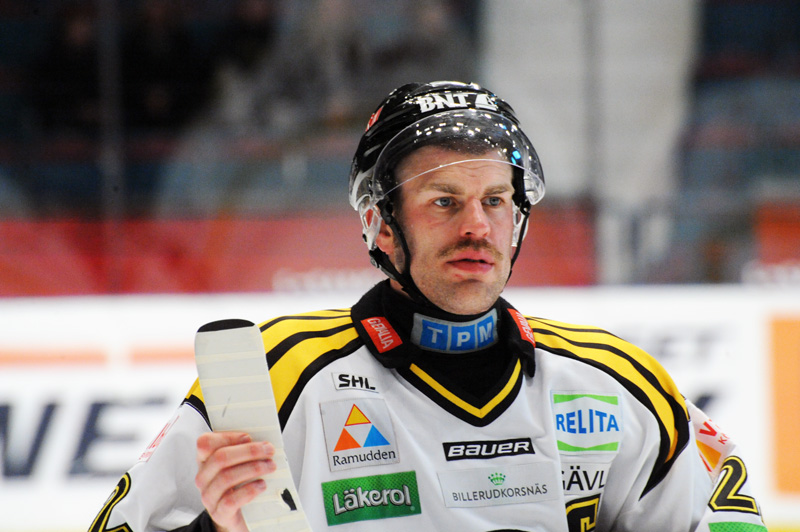

Jonathan Granström (* 9. März 1986 in Orsa) ist ein schwedischer Eishockeyspieler, der seit April 2016 erneut bei Brynäs IF in der Svenska Hockeyligan unter Vertrag steht.

## Karriere
Jonathan Granström begann seine Karriere als Eishockeyspieler in der Jugend des Mora IK, für dessen Profimannschaft er in der Saison 2003/04 sein Debüt in der SuperAllsvenskan gab. Mit seinem Team erreichte der Angreifer dabei auf Anhieb den Aufstieg in die Elitserien, in der er in der folgenden Spielzeit in zwei Spielen auf dem Eis stand. Den Großteil der Saison verbrachte er allerdings bei den U20-Junioren Moras.
In seiner ersten kompletten Profispielzeit gab Granström in der Saison 2005/06 in insgesamt 48 Spielen fünf Vorlagen in der Elitserien für Mora, bei dem er auch in den folgenden beiden Jahren einen Stammplatz hatte. Nach Moras Abstieg in der Saison 2007/08 verließ der schwedische Junioren-Nationalspieler den Club und unterschrieb beim Brynäs IF, für die er anschließend sechs Jahre auf dem Eis stand und mit der Mannschaft in der Saison 2011/12 die Schwedische Meisterschaft gewann. Im April 2014 wechselte der Angreifer innerhalb der Liga zu Luleå HF und gewann dort in der Saison 2014/15 die Champions Hockey League.

### International
Für Schweden nahm Granström an der U20-Junioren-Weltmeisterschaft 2006 teil, bei der er mit seiner Mannschaft den fünften Platz belegte.

## Erfolge und Auszeichnungen
- 2004 Aufstieg in die Elitserien mit dem Mora IK
- 2012 Schwedischer Meister mit Brynäs IF
- 2015 Champions-Hockey-League-Gewinn mit Luleå HF

## Elitserien-Statistik
(Stand: Ende der Saison 2010/11)